# Lista de cruzadores de batalha do Reino Unido

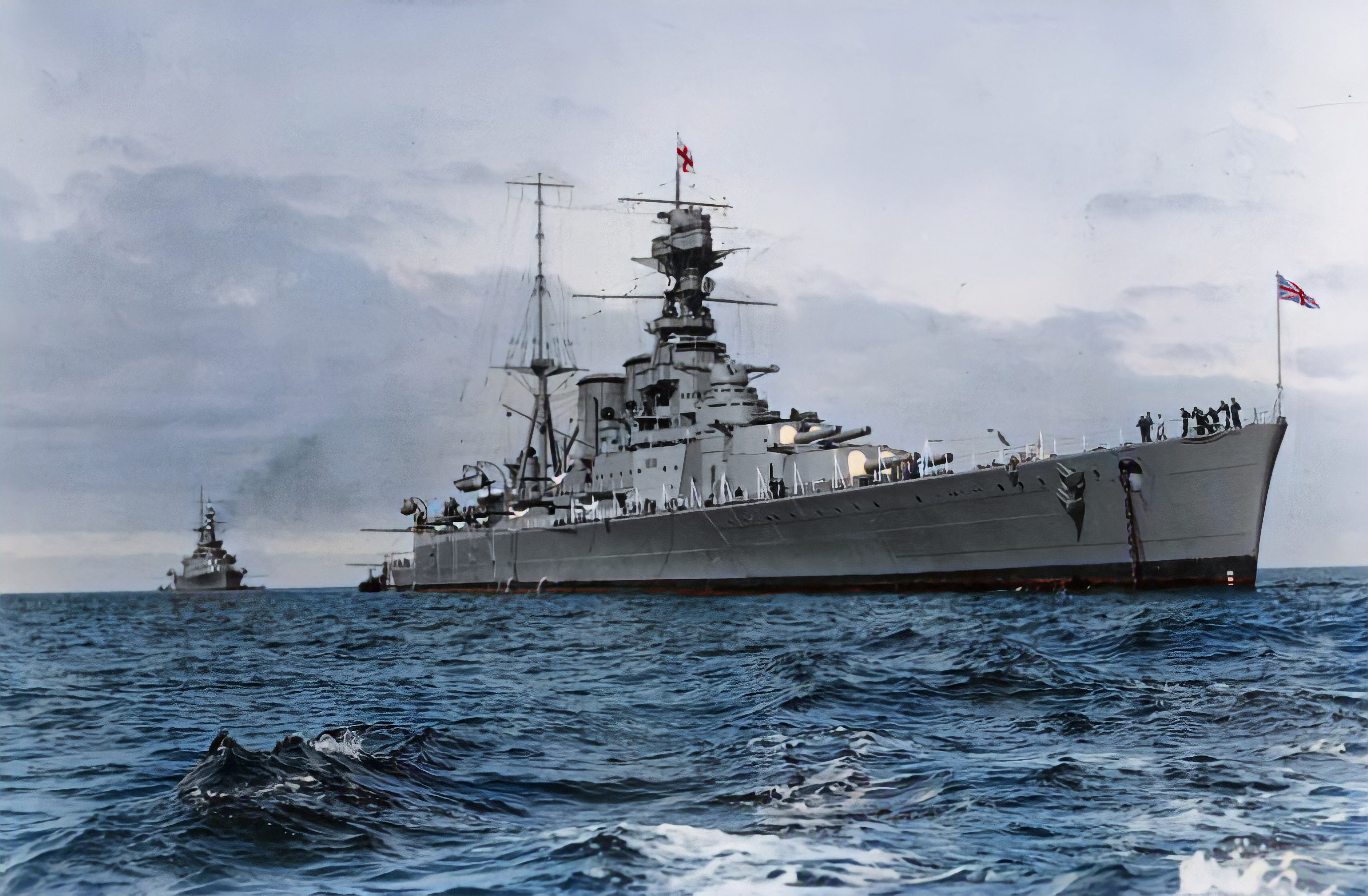
O Hood e o Repulse na Austrália em 1924

A Marinha Real Britânica construiu uma série de cruzadores de batalha entre as décadas de 1900 e 1920. O conceito dos cruzadores de batalha foi criado pelo almirante de frota sir John Fisher, que desenvolveu a ideia de um novo tipo de navio de guerra com o armamento de um couraçado, porém mais rápido, leve e com menos blindagem. As primeiras embarcações desse tipo foram aquelas da Classe Invincible, que foi sucedida pela quase idêntica Classe Indefatigable. A ameaça cada vez maior da Marinha Imperial Alemã levou ao desenvolvimento da Classe Lion, que era mais poderosa, rápida e bem protegida do que classes anteriores. Seu projeto serviu de base para os sucessores HMS Queen Mary e HMS Tiger.
Em seguida veio a Classe Renown, cujos navios originalmente seriam couraçados da Classe Revenge, mas que acabaram transformados em cruzadores de batalha a fim de aproveitar os materiais já encomendados. Foi sucedida pela Classe Courageous, que foi concebida como navios rápidos e pouco protegidos para um plano de invadir o litoral alemão no Mar Báltico. A construção de mais cruzadores de batalha por parte da Alemanha levou ao desenvolvimento da Classe Admiral, porém três de seus membros foram cancelados e apenas um chegou a ser finalizado. Os britânicos por fim também conceberam o projeto da Classe G3, que foi cancelada depois da assinatura do Tratado Naval de Washington.
Quase todos os cruzadores de batalha britânicos serviram durante a Primeira Guerra Mundial, atuando principalmente em missões de patrulha pelo Mar do Norte à procura da Frota de Alto-Mar alemã. Eles estiveram presentes nas Batalhas da Angra da Heligolândia, Malvinas, Dogger Bank e Jutlândia, com o Queen Mary, HMS Invincible e HMS Indefatigable sendo afundados nesta última. A maioria das embarcações sobreviventes foram descomissionadas e desmontadas depois da guerra. Apenas o HMS Renown, HMS Repulse e HMS Hood continuaram servindo. Eles lutaram na Segunda Guerra Mundial principalmente em deveres de escolta de comboios, envolvendo-se em operações nas Campanhas da Noruega, Atlântico, Mediterrâneo e Pacífico. O Hood foi afundado na Batalha do Estreito da Dinamarca e o Repulse afundado por ataques aéreos japoneses, ambos em 1941. Os membros da Classe Courageous tinham sido convertidos em porta-aviões na década de 1920 e serviram nesta função durante a guerra, com o HMS Courageous sendo afundado em 1939 e o HMS Glorious em 1940. O Renown e o HMS Furious foram tirados de serviço ao final do conflito e desmontados alguns anos depois.
| Armas principais | Número e tamanho dos canhões da bateria principal         |
| Deslocamento     | Deslocamento do navio totalmente carregado                |
| Propulsão        | Número e tipo do sistema de propulsão e velocidade máxima |
| Batimento        | Data em que o batimento de quilha ocorreu                 |
| Lançamento       | Data em que o navio foi lançado ao mar                    |
| Comissionamento  | Data em que o navio foi comissionado em serviço           |
| Destino          | Fim que o navio teve                                      |

## ClasseInvincible

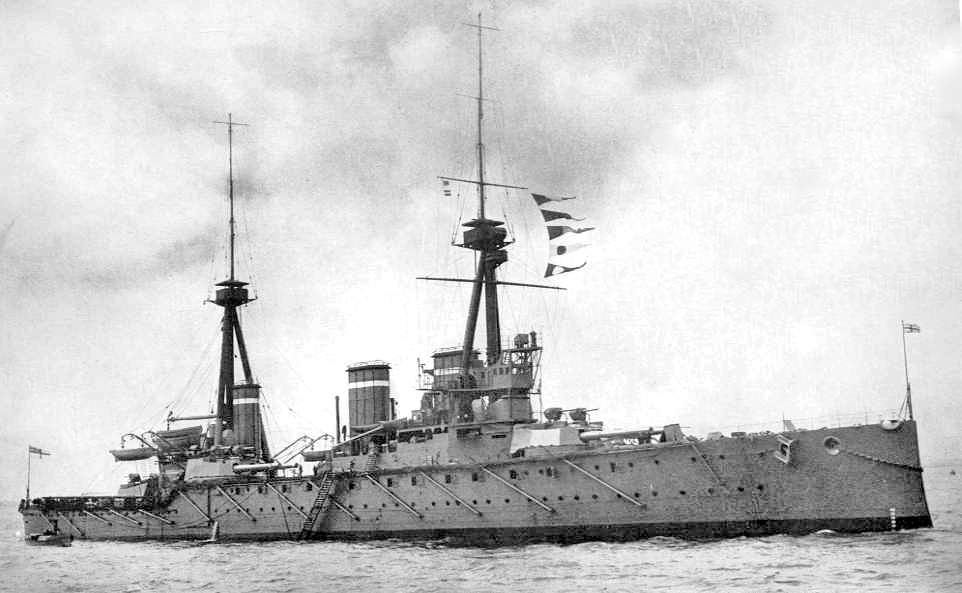
O HMS Invincible

Os navios da Classe Invincible foram os primeiros cruzadores de batalha do mundo. Eles foram concebidos pelo almirante de frota sir John Fisher, o Primeiro Lorde do Mar da Marinha Real Britânica, que desenvolveu a ideia de um novo tipo de navio de guerra com o armamento de um couraçado, mas mais rápido, leve e com menos blindagem. As embarcações da classe foram originalmente designadas formalmente como cruzadores blindados até 1911, sendo reclassificadas em 24 de novembro como cruzadores de batalha. Antes disso também tiveram várias outras designações extraoficiais, como cruzadores-couraçados e cruzadores dreadnought.
A primeira atividade tanto do Indomitable quanto do Inflexible depois do início da Primeira Guerra Mundial foi perseguir sem sucesso os navios alemães SMS Goeben e SMS Breslau no Mar Mediterrâneo. O Invincible e o Inflexible foram enviados para o Oceano Atlântico no final de 1914 em busca da Esquadra do Sudeste Asiático alemã, enfrentando-a e derrotando-a em dezembro na Batalha das Malvinas. O Indomitable participou da Batalha de Dogger Bank no Mar do Norte no início de 1915, enquanto o Inflexible acabou seriamente danificado nos estágios iniciais da Campanha de Galípoli no Mediterrâneo. Os três navios participaram em 1916 da Batalha da Jutlândia, quando o Invincible foi afundado por uma explosão interna. Os dois restantes ficaram realizando patrulhas pelo Mar do Norte até o fim da guerra. Foram tirados de serviço em 1919 e desmontados em 1922.
| Navio           | Armas principais | Deslocamento | Propulsão                            | Serviço           | Serviço       | Serviço         | Serviço             |
| Navio           | Armas principais | Deslocamento | Propulsão                            | Batimento         | Lançamento    | Comissionamento | Destino             |
| --------------- | ---------------- | ------------ | ------------------------------------ | ----------------- | ------------- | --------------- | ------------------- |
| HMS Invincible  | 8 × 305 mm       | 20 750 t     | 2 turbinas a vapor; 25 nós (46 km/h) | abril de 1906     | abril de 1907 | março de 1909   | Afundado em 1916    |
| HMS Indomitable | 8 × 305 mm       | 20 750 t     | 2 turbinas a vapor; 25 nós (46 km/h) | março de 1906     | março de 1907 | junho de 1908   | Desmontados em 1922 |
| HMS Inflexible  | 8 × 305 mm       | 20 750 t     | 2 turbinas a vapor; 25 nós (46 km/h) | fevereiro de 1906 | junho de 1907 | outubro de 1908 | Desmontados em 1922 |

## ClasseIndefatigable

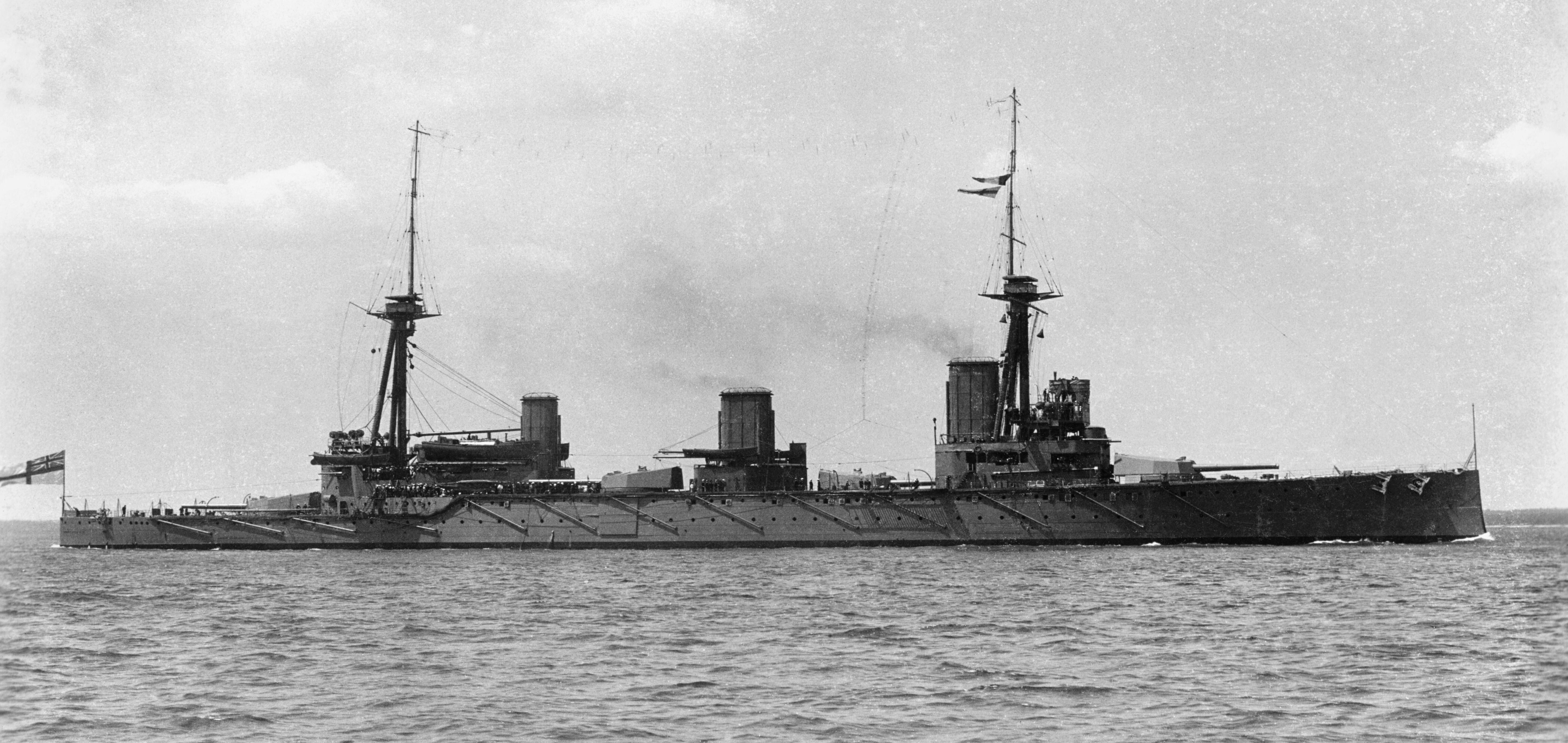
O HMS Indefatigable c. 1910

O projeto da Classe Indefatigable era baseado na predecessora Classe Invincible mas incorporando pequenas modificações, incluindo maior autonomia e melhores arcos de disparo para as duas torres de artilharia de meia-nau. Apenas o Indefatigable foi originalmente planejado, porém o New Zealand e o Australia foram depois construídos com o financiamento vindo da Nova Zelândia e Austrália como parte de um esquema concebido pelo Almirantado Britânico que tinha o objetivo de fortalecer a defesa naval dos domínios. O Australia foi operado pela Marinha Real Australiana, mas o New Zealand foi operado pela Marinha Real Britânica.
O Indefatigable estava no Mediterrâneo quando a Primeira Guerra Mundial começou e participou da perseguição ao Goeben e Breslau, retornando para casa pouco depois. O New Zealand estava no Mar do Norte e participou de algumas das primeiras ações navais do conflito, incluindo a Batalha da Angra da Heligolândia e o ataque contra as cidades de Scarborough, Hartlepool e Whitby. As duas embarcações participaram da Batalha da Jutlândia, com o Indefatigable sendo afundado por uma explosão de um de seus depósitos de munição depois de ser alvejado várias vezes pelo cruzador de batalha alemão SMS Von der Tann. O New Zealand passou o restante do conflito patrulhando o Mar do Norte à procura da Frota de Alto-Mar alemã sem grandes incidentes. Depois da guerra fez uma viagem para a Índia e outros domínios, sendo descomissionado em 1922 e desmontado no ano seguinte.
| Navio             | Armas principais | Deslocamento | Propulsão                            | Serviço           | Serviço         | Serviço           | Serviço            |
| Navio             | Armas principais | Deslocamento | Propulsão                            | Batimento         | Lançamento      | Comissionamento   | Destino            |
| ----------------- | ---------------- | ------------ | ------------------------------------ | ----------------- | --------------- | ----------------- | ------------------ |
| HMS Indefatigable | 8 × 305 mm       | 22 490 t     | 2 turbinas a vapor; 25 nós (46 km/h) | fevereiro de 1909 | outubro de 1909 | fevereiro de 1911 | Afundado em 1916   |
| HMS New Zealand   | 8 × 305 mm       | 22 490 t     | 2 turbinas a vapor; 25 nós (46 km/h) | junho de 1910     | julho de 1911   | novembro de 1912  | Desmontado em 1923 |

## ClasseLion

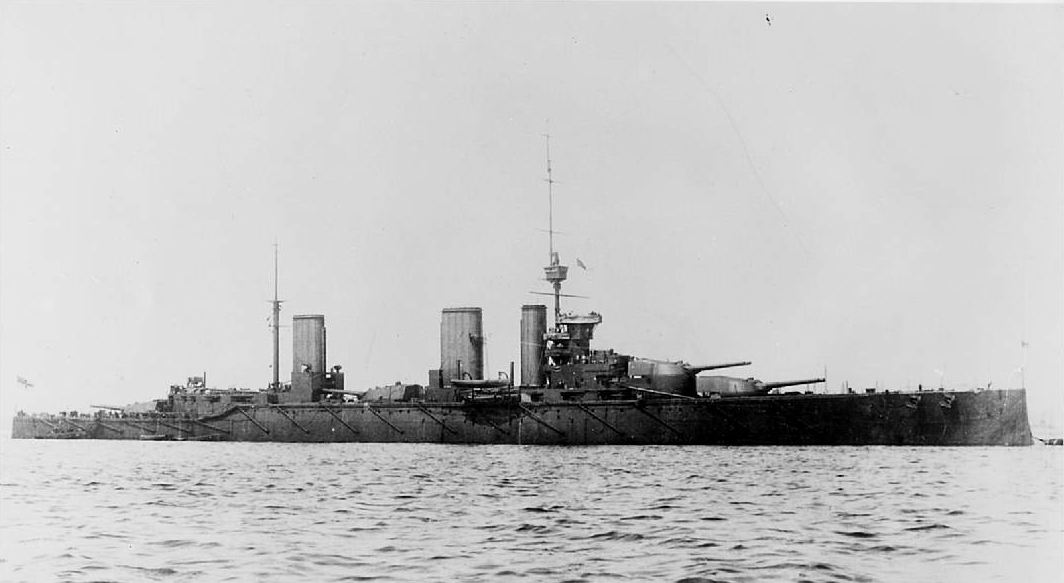
O HMS Lion em 1915

O aceleramento do programa de construção naval da Alemanha a partir de 1907 começou a criar uma pressão política para que o governo britânico autorizasse a construção de novos couraçados e cruzadores de batalha. O projeto da Classe Lion foi desenvolvido especificamente em resposta aos novos cruzadores de batalha alemães da Classe Moltke, que eram maiores e mais poderosos que a Classe Invincible. Os navios da Classe Lion foram baseados nos couraçados da Classe Orion, sendo mais rápidos e mais bem protegidos do que a predecessora Classe Indefatigable e armados com oito dos novos canhões de 343 milímetros.
O Lion atuou como a capitânia da esquadra de cruzadores de batalha da Grande Frota por praticamente toda a Primeira Guerra Mundial. Os dois participaram da Batalha da Angra da Heligolândia no início da guerra, com o Lion ajudando a afundar o cruzador rápido SMS Cöln. O Princess Royal brevemente atuou no Caribe antes de retornar para o Mar do Norte, juntando-se ao seu irmão na Batalha de Dogger Bank, quando infligiu danos sérios no cruzador blindado SMS Blücher. Ambos estiveram presentes na Batalha da Jutlândia, sendo danificados. Passaram o resto da guerra em patrulhas sem incidentes no Mar do Norte. Foram tirados de serviço em 1920 e desmontados alguns anos depois.
| Navio              | Armas principais | Deslocamento | Propulsão                            | Serviço          | Serviço        | Serviço          | Serviço            |
| Navio              | Armas principais | Deslocamento | Propulsão                            | Batimento        | Lançamento     | Comissionamento  | Destino            |
| ------------------ | ---------------- | ------------ | ------------------------------------ | ---------------- | -------------- | ---------------- | ------------------ |
| HMS Lion           | 8 × 343 mm       | 31 310 t     | 2 turbinas a vapor; 27 nós (50 km/h) | novembro de 1909 | agosto de 1910 | junho de 1912    | Desmontado em 1924 |
| HMS Princess Royal | 8 × 343 mm       | 31 310 t     | 2 turbinas a vapor; 27 nós (50 km/h) | maio de 1910     | abril de 1911  | novembro de 1912 | Desmontado em 1923 |

## HMSQueen Mary

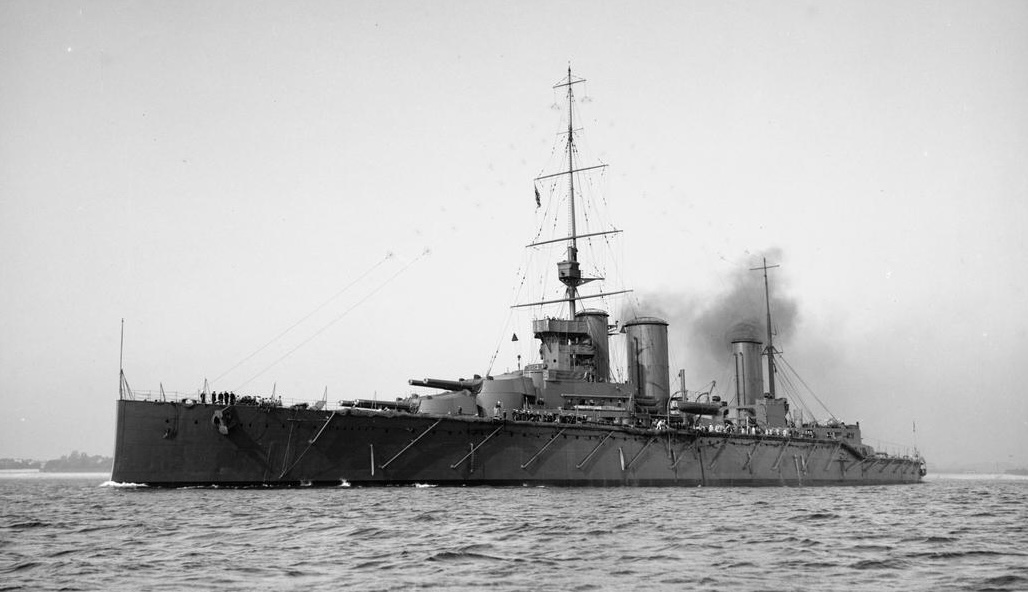
O HMS Queen Mary c. 1914

O projeto do Queen Mary foi muito baseado na predecessora Classe Lion, incorporando apenas algumas pequenas modificações. O arranjo do seu armamento secundário e de sua blindagem foram modificados, enquanto os aposentos dos oficiais teve sua localização transferida de meia-nau próximos das posições de combate de volta para a posição tradicional na popa.
O navio participou da Batalha da Angra da Heligolândia nos primeiros meses da Primeira Guerra Mundial, depois tentando sem sucesso interceptar a força alemã que bombardeou Scarborough, Hartlepool e Whitby. O Queen Mary esteve presente na Batalha da Jutlândia em 1916, acertando o cruzador de batalha alemão SMS Seydlitz e incapacitando uma de suas torres de artilharia. O Seydlitz por sua vez conseguiu incapacitar um dos canhões principais do Queen Mary. O cruzador de batalha SMS Derfflinger enquanto isso também passou a atacá-lo, acertando dois projéteis em dez minutos, detonando um de seus depósitos de munição e afundando-o.
| Navio          | Armas principais | Deslocamento | Propulsão                            | Serviço       | Serviço       | Serviço          | Serviço          |
| Navio          | Armas principais | Deslocamento | Propulsão                            | Batimento     | Lançamento    | Comissionamento  | Destino          |
| -------------- | ---------------- | ------------ | ------------------------------------ | ------------- | ------------- | ---------------- | ---------------- |
| HMS Queen Mary | 8 × 343 mm       | 32 160 t     | 2 turbinas a vapor; 28 nós (52 km/h) | março de 1911 | março de 1912 | setembro de 1913 | Afundado em 1916 |

## HMSTiger

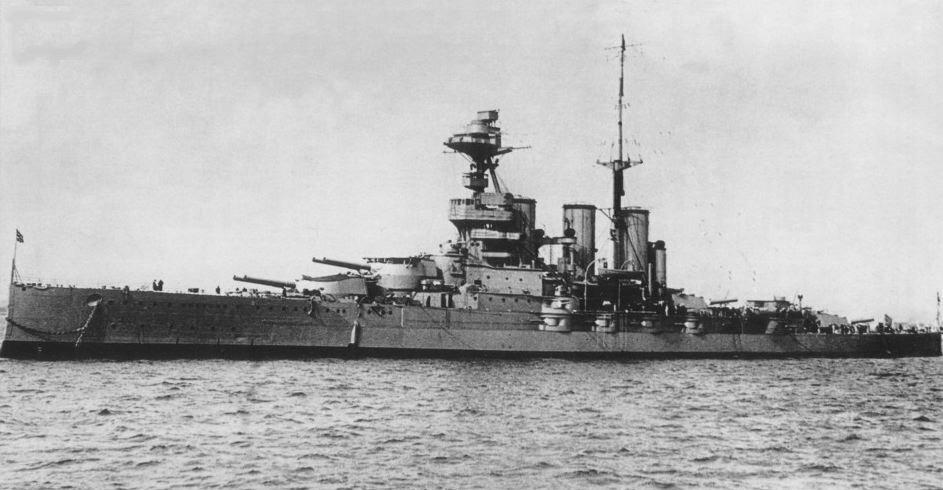
O HMS Tiger c. 1919

O projeto do Tiger também era baseado na predecessora Classe Lion e tinha a intenção de ser uma versão aprimorada do Queen Mary. Seu projeto incorporou um novo arranjo da bateria principal com o objetivo de proporcionar melhores arcos de disparo, um armamento secundário mais poderoso, velocidade máxima mais elevada e também uma proteção lateral mais profunda.
O navio entrou em serviço alguns meses depois do início da Primeira Guerra Mundial, participando da Batalha de Dogger Bank no início de 1915 enquanto ainda estava em seu período de testes e adaptação. No ano seguinte esteve presente na Batalha da Jutlândia, sendo alvejado várias vezes por navios alemães mas não sendo seriamente danificado. Depois disso passou o restante da guerra realizando patrulhas pelo Mar do Norte sem grandes incidentes, com exceção de dar cobertura distante na Segunda Batalha da Angra da Heligolândia em 1917. A Marinha Real pode manter o Tiger na ativa depois da assinatura do Tratado Naval de Washington de 1922, sendo transformado dois anos depois em um navio-escola. Voltou ao serviço ativo entre 1929 e 1931, sendo então descomissionado e desmontado em 1932.
| Navio     | Armas principais | Deslocamento | Propulsão                            | Serviço       | Serviço          | Serviço         | Serviço            |
| Navio     | Armas principais | Deslocamento | Propulsão                            | Batimento     | Lançamento       | Comissionamento | Destino            |
| --------- | ---------------- | ------------ | ------------------------------------ | ------------- | ---------------- | --------------- | ------------------ |
| HMS Tiger | 8 × 343 mm       | 33 790 t     | 2 turbinas a vapor; 28 nós (52 km/h) | junho de 1912 | dezembro de 1913 | outubro de 1914 | Desmontado em 1932 |

## ClasseRenown

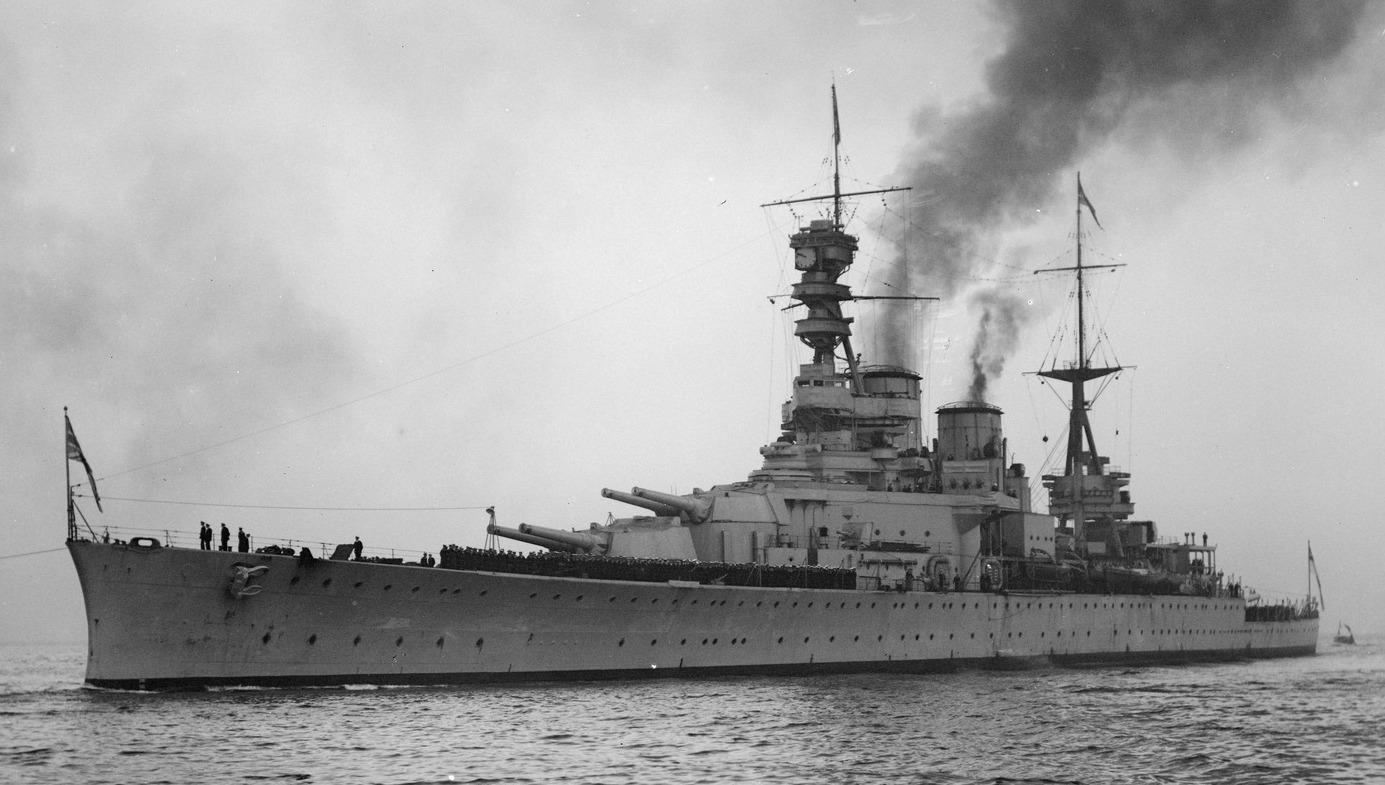
O HMS Renown em 1920

Os dois navios originalmente seriam couraçados da Classe Revenge, porém suas construções foram canceladas com o início da Primeira Guerra Mundial. Fisher pouco depois conseguiu aprovação para iniciar suas obras como cruzadores de batalha que poderiam ser construídos rapidamente usando os materiais já encomendados. Um novo projeto foi rapidamente preparado e os construtores concordaram com um prazo de obras de quinze meses, que acabou excedido em alguns meses. Estas embarcações foram armadas com os novos canhões de 381 milímetros, sendo os navios capitais mais rápidos do mundo ao serem finalizados.
Apenas o Repulse participou de alguma ação durante a Primeira Guerra Mundial, envolvendo-se na Segunda Batalha da Angra da Heligolândia. Fora isso, os dois navios passaram o conflito realizando patrulhas pelo Mar do Norte. Permaneceram em serviço após a guerra e ocuparam-se principalmente de atividades de rotina. Ambos passaram por duas grandes reconstruções no período entreguerras que fortaleceram seus armamentos e blindagem, porém a segunda feita no Renown foi muito mais ampla do que a do Repulse. A Segunda Guerra Mundial começou em 1939 e foram usados principalmente na escolta de comboios. Participaram da Campanha da Noruega em 1940, com o Renown envolvendo-se na Batalha do Cabo Spartivento no Mediterrâneo. O Repulse foi enviado para o Sudeste Asiático no final de 1941, sendo afundado por ataques aéreos japoneses na Malásia. O Renown deu apoio para a invasão do Norte da África em 1942 e foi transferido em 1944 para o Oceano Índico. Foi tirado de serviço em 1945 e desmontado em 1948.
| Navio       | Armas principais | Deslocamento | Propulsão                            | Serviço         | Serviço         | Serviço          | Serviço            |
| Navio       | Armas principais | Deslocamento | Propulsão                            | Batimento       | Lançamento      | Comissionamento  | Destino            |
| ----------- | ---------------- | ------------ | ------------------------------------ | --------------- | --------------- | ---------------- | ------------------ |
| HMS Renown  | 6 × 381 mm       | 32 740 t     | 2 turbinas a vapor; 32 nós (59 km/h) | janeiro de 1915 | março de 1916   | setembro de 1916 | Desmontado em 1948 |
| HMS Repulse | 6 × 381 mm       | 32 740 t     | 2 turbinas a vapor; 32 nós (59 km/h) | janeiro de 1915 | janeiro de 1916 | agosto de 1916   | Afundado em 1941   |

## ClasseCourageous

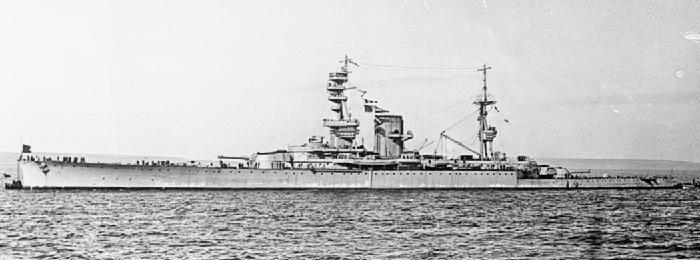
O HMS Courageous em 1916

Os primeiros dois membros da Classe Courageous foram nominalmente projetados com o objetivo de se adequarem aos planos de Fisher de invadir o litoral alemão no Mar Báltico. Para isto, receberam um armamento poderoso e velocidade máxima elevada, porém pouquíssima blindagem. O terceiro membro da classe teve um projeto levemente diferente para se adequar à especificações atualizadas, recebendo um armamento de dois canhões de 457 milímetros em torres de artilharia únicas, a maior arma naval já instalada em uma embarcação britânica. Como o Chanceler do Tesouro tinha proibido em 1915 a construção de navios maiores que cruzadores rápidos, Fisher designou as novas embarcações como "cruzadores rápidos grandes" para que fossem aprovados.
O Courageous e o Glorious passaram seu serviço durante a Primeira Guerra Mundial em patrulhas pelo Mar do Norte, porém participaram da Segunda Batalha da Angra da Heligolândia. O Furious foi modificado durante sua construção para ter uma plataforma de lançamento de hidroaviões na sua proa no lugar da primeira torre de artilharia. Sua segunda torre de artilharia também foi removida em favor de outra plataforma depois de algumas patrulhas, com suas aeronaves atacando barracões de zepelins em 1918. Os três foram tirados de serviço depois do fim da guerra, sendo convertidos na década de 1920 em porta-aviões. O Courageous e o Glorious foram afundados em 1939 e 1940 no início da Segunda Guerra Mundial, porém o Furious continuou servindo até ser tirado de serviço em 1945 e desmontado em 1948.
| Navio          | Armas principais | Deslocamento | Propulsão                           | Serviço       | Serviço           | Serviço          | Serviço            |
| Navio          | Armas principais | Deslocamento | Propulsão                           | Batimento     | Lançamento        | Comissionamento  | Destino            |
| -------------- | ---------------- | ------------ | ----------------------------------- | ------------- | ----------------- | ---------------- | ------------------ |
| HMS Courageous | 4 × 381 mm       | 22 920 t     | 4 turbinas a vapor 32 nós (59 km/h) | março de 1915 | fevereiro de 1916 | novembro de 1916 | Afundado em 1939   |
| HMS Glorious   | 4 × 381 mm       | 22 720 t     | 4 turbinas a vapor 32 nós (59 km/h) | maio de 1915  | abril de 1916     | janeiro de 1917  | Afundado em 1940   |
| HMS Furious    | 2 × 457 mm       | 23 260 t     | 4 turbinas a vapor 32 nós (59 km/h) | junho de 1915 | agosto de 1916    | junho de 1917    | Desmontado em 1948 |

## Classe Admiral

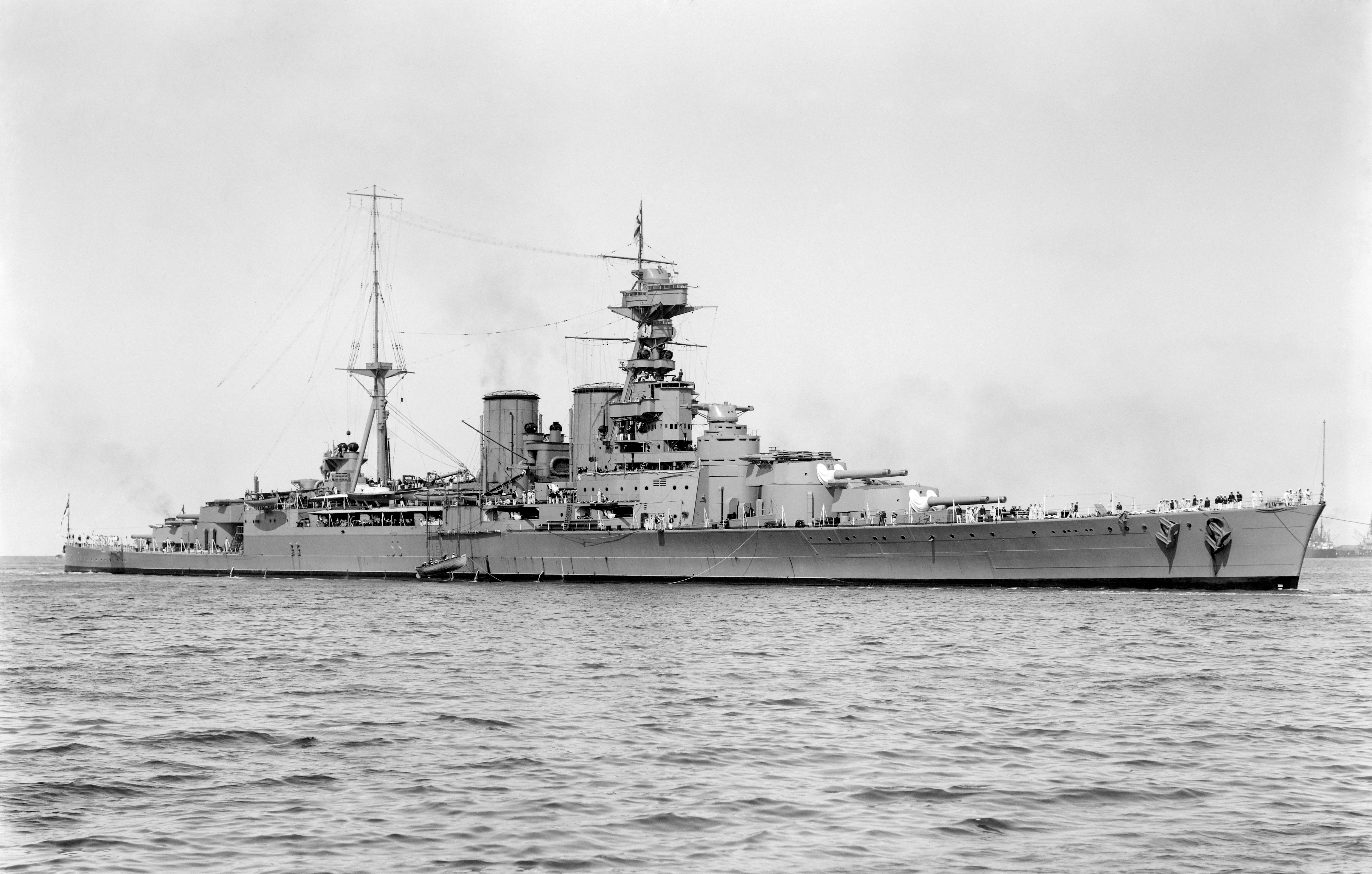
O HMS Hood em 1924

Os navios da Classe Admiral foram originalmente concebidos como couraçados da Classe Queen Elizabeth, porém foram transformados em cruzadores de batalha porque não havia necessidade para mais couraçados. Vários novos cruzadores de batalha alemães que seriam superiores aos britânicos tiveram suas obras iniciadas depois do início da Primeira Guerra Mundial, assim o projeto foi direcionado para enfrentá-los. Quatro navios foram planejados, mas os três últimos foram suspensos em 1917 porque os materiais e trabalhadores eram necessários para projetos mais urgentes. O projeto foi bastante modificado depois da Batalha da Jutlândia.
O Hood foi finalizado depois do fim da Primeira Guerra Mundial e passou o período entreguerras ocupando-se principalmente de atividades de rotina e viagens internacionais. Com o início da Segunda Guerra Mundial foi colocado em patrulhas à procura de corsários alemães e também em escoltas de comboios. Participou em 1940 do Ataque a Mers-el-Kébir contra a frota francesa. No ano seguinte foi enviado na perseguição ao couraçado alemão Bismarck e ao cruzador pesado Prinz Eugen. Na resultante Batalha do Estreito da Dinamarca, o Hood foi afundado depois de um de seus depósitos de munição ter sido atingido pelo Bismarck.
| Navio      | Armas principais | Deslocamento | Propulsão                           | Serviço          | Serviço        | Serviço         | Serviço            |
| Navio      | Armas principais | Deslocamento | Propulsão                           | Batimento        | Lançamento     | Comissionamento | Destino            |
| ---------- | ---------------- | ------------ | ----------------------------------- | ---------------- | -------------- | --------------- | ------------------ |
| HMS Hood   | 8 × 381 mm       | 47 430 t     | 4 turbinas a vapor 32 nós (59 km/h) | setembro de 1916 | agosto de 1918 | maio de 1920    | Afundado em 1941   |
| HMS Rodney | 8 × 381 mm       | 47 430 t     | 4 turbinas a vapor 32 nós (59 km/h) | outubro de 1916  | —              | —               | Cancelados em 1919 |
| HMS Howe   | 8 × 381 mm       | 47 430 t     | 4 turbinas a vapor 32 nós (59 km/h) | outubro de 1916  | —              | —               | Cancelados em 1919 |
| HMS Anson  | 8 × 381 mm       | 47 430 t     | 4 turbinas a vapor 32 nós (59 km/h) | novembro de 1916 | —              | —               | Cancelados em 1919 |

## Classe G3
A Classe G3 foi desenvolvida em resposta aos programas de expansão naval iniciados por Estados Unidos e Japão após o fim da Primeira Guerra Mundial, o que ameaçaria a superioridade da Marinha Real. A classe foi planejada para ser mais rápida e bem armada que seus predecessores. O projeto seria único no arranjo de sua bateria, concentrando a maior parte do poderio de fogo na dianteira. Quatro cruzadores de batalha foram encomendados no final de 1921, porém suspensos logo em seguida. Todos acabaram cancelados no ano seguinte depois do Reino Unido assinar o Tratado Naval de Washington, que limitava a construção de navios capitais maiores que 36 mil toneladas.
| Navio | Armas principais | Deslocamento | Propulsão                           | Serviço   | Serviço    | Serviço         | Serviço           |
| Navio | Armas principais | Deslocamento | Propulsão                           | Batimento | Lançamento | Comissionamento | Destino           |
| ----- | ---------------- | ------------ | ----------------------------------- | --------- | ---------- | --------------- | ----------------- |
| G3    | 9 × 406 mm       | 54 775 t     | 4 turbinas a vapor 32 nós (59 km/h) | —         | —          | —               | Cancelado em 1922 |

### Citações
1. ↑   Roberts 1997, pp. 19–25
2. ↑   Burt 1986, pp. 48, 50–52, 54–58
3. 1 2 3 4 5 6 7 8   Roberts 1997, p. 83
4. 1 2 3   Roberts 1997, p. 44
5. 1 2 3 4 5 6 7 8   Roberts 1997, p. 76
6. ↑   Roberts 1997, pp. 41, 122
7. ↑   Roberts 1997, pp. 28–29, 31
8. ↑   Lambert 1996, pp. 64–67
9. ↑   Campbell 1978, p. 18
10. ↑   Roberts 1997, pp. 41, 122–123
11. ↑   Roberts 1997, pp. 31–33
12. ↑   Campbell 1978, pp. 29–32
13. 1 2 3   Roberts 1997, pp. 41, 123
14. ↑   Burt 1986, p. 163
15. ↑   Campbell 1978, p. 34
16. 1 2   Roberts 1997, p. 45
17. ↑   Roberts 1997, p. 38
18. ↑   Campbell 1978, pp. 40, 42
19. ↑   Burt 1986, p. 220
20. ↑   Roberts 1997, pp. 46–47, 59–50
21. ↑   Burt 1986, pp. 291–95, 97
22. ↑   Burt 1986, pp. 301–302
23. 1 2 3   Roberts 1997, p. 65
24. 1 2   Roberts 1997, pp. 63, 123
25. ↑   Burt 1986, p. 303
26. ↑   Campbell 1978, pp. 67–68
27. ↑   Burt 1986, pp. 314–315
28. ↑   Campbell 1978, pp. 69–72
29. ↑   Taylor 2008, pp. 172–173
30. ↑   Burt 1993, pp. 308–313
31. ↑   Roberts 1997, p. 61, 63, 123
32. ↑   Raven & Roberts 1976, pp. 90, 93–94, 98, 108
33. 1 2   Raven & Roberts 1976, pp. 101
34. ↑   Raven & Roberts 1976, p. 99
35. ↑   Raven & Roberts 1976, p. 108